# Fenerbahçe Spor Kulübü 2019-2020 (pallavolo femminile)
Questa voce raccoglie le informazioni riguardanti il Fenerbahçe Spor Kulübü nelle competizioni ufficiali della stagione 2019-2020.

## Organigramma societario
Area direttiva
- Presidente: Ali Koç

Area tecnica
- Allenatore: Zoran Terzić
- Allenatore in seconda: Salih Tavacı
- Assistente allenatore: Željko Bulatović
- Scoutman: Artun Aksan

## Rosa
| N° | Nome                | Ruolo | Data di nascita   | Nazionalità sportiva |
| -- | ------------------- | ----- | ----------------- | -------------------- |
| 1  | Melis Yılmaz        | L     | 28 giugno 1997    | Turchia              |
| 2  | Aylin Sarıoğlu      | L     | 27 luglio 1995    | Turchia              |
| 3  | Kelsey Robinson     | S     | 25 giugno 1992    | Stati Uniti          |
| 5  | Beliz Başkır        | C     | 26 dicembre 1998  | Turchia              |
| 6  | Lila Şengün         | P     | 2 marzo 2002      | Turchia              |
| 7  | Fatma Yıldırım      | S     | 3 gennaio 1990    | Turchia              |
| 8  | Dicle Babat         | C     | 15 settembre 1992 | Turchia              |
| 9  | Melissa Vargas      | O     | 16 ottobre 1999   | Cuba                 |
| 10 | Sıla Çalışkan       | P     | 16 dicembre 1996  | Turchia              |
| 11 | Bahar Toksoy        | C     | 6 febbraio 1988   | Turchia              |
| 12 | Brankica Mihajlović | S     | 13 aprile 1991    | Serbia               |
| 14 | Eda Erdem           | C     | 22 febbraio 1987  | Turchia              |
| 15 | Damla Çakıroğlu     | S     | 22 giugno 1994    | Turchia              |
| 16 | İpar Kurt           | S     | 10 novembre 2003  | Turchia              |
| 17 | Naz Aydemir         | P     | 14 agosto 1990    | Turchia              |
| 18 | Jordan Thompson     | O     | 5 maggio 1997     | Stati Uniti          |
| 19 | Ceren Kestirengöz   | O     | 19 luglio 1993    | Turchia              |
| 20 | Gülce Güçtekin      | L     | 10 ottobre 2002   | Turchia              |

## Statistiche

### Statistiche di squadra
| Competizione     | Punti | In casa | In casa | In casa | In trasferta | In trasferta | In trasferta | Totale | Totale | Totale |
| Competizione     | Punti | G       | V       | P       | G            | V            | P            | G      | V      | P      |
| ---------------- | ----- | ------- | ------- | ------- | ------------ | ------------ | ------------ | ------ | ------ | ------ |
| Sultanlar Ligi   | 53    | 11      | 10      | 1       | 11           | 8            | 3            | 22     | 18     | 4      |
| Coppa di Turchia | -     | -       | -       | -       | -            | -            | -            | -      | -      | -      |
| Champions League | 14    | 3       | 2       | 1       | 3            | 2            | 1            | 6      | 4      | 2      |
| Totale           | -     | 14      | 12      | 2       | 14           | 10           | 4            | 28     | 22     | 6      |

G = partite giocate; V = partite vinte; P = partite perse

### Statistiche dei giocatori
| Giocatore      | Campionato | Campionato | Campionato | Campionato | Campionato | Coppa di Turchia | Coppa di Turchia | Coppa di Turchia | Coppa di Turchia | Coppa di Turchia | Champions League | Champions League | Champions League | Champions League | Champions League | Totale | Totale | Totale | Totale | Totale |
| Giocatore      | P          | PT         | AV         | MV         | BV         | P                | PT               | AV               | MV               | BV               | P                | PT               | AV               | MV               | BV               | P      | PT     | AV     | MV     | BV     |
| -------------- | ---------- | ---------- | ---------- | ---------- | ---------- | ---------------- | ---------------- | ---------------- | ---------------- | ---------------- | ---------------- | ---------------- | ---------------- | ---------------- | ---------------- | ------ | ------ | ------ | ------ | ------ |
| N. Aydemir     | 21         | 59         | 22         | 20         | 17         | -                | -                | -                | -                | -                | 6                | 17               | 5                | 7                | 5                | 27     | 76     | 27     | 27     | 22     |
| D. Babat       | 7          | 34         | 14         | 16         | 4          | -                | -                | -                | -                | -                | 1                | 1                | 0                | 0                | 1                | 8      | 35     | 14     | 16     | 5      |
| B. Başkır      | 14         | 36         | 23         | 10         | 3          | -                | -                | -                | -                | -                | 2                | 6                | 4                | 2                | 0                | 16     | 42     | 27     | 12     | 3      |
| D. Çakıroğlu   | 2          | 0          | 0          | 0          | 0          | -                | -                | -                | -                | -                | -                | -                | -                | -                | -                | 2      | 0      | 0      | 0      | 0      |
| S. Çalışkan    | 8          | 5          | 2          | 1          | 2          | -                | -                | -                | -                | -                | 2                | 1                | 0                | 1                | 0                | 10     | 6      | 2      | 2      | 2      |
| E. Erdem       | 20         | 231        | 134        | 58         | 39         | -                | -                | -                | -                | -                | 5                | 60               | 38               | 16               | 6                | 25     | 291    | 172    | 74     | 45     |
| G. Güçtekin    | 1          | 0          | 0          | 0          | 0          | -                | -                | -                | -                | -                | -                | -                | -                | -                | -                | 1      | 0      | 0      | 0      | 0      |
| C. Kestirengöz | 13         | 86         | 67         | 14         | 5          | -                | -                | -                | -                | -                | 3                | 12               | 10               | 2                | 0                | 16     | 98     | 77     | 16     | 5      |
| İ. Kurt        | 11         | 28         | 25         | 2          | 1          | -                | -                | -                | -                | -                | 3                | 6                | 3                | 1                | 2                | 14     | 34     | 28     | 3      | 3      |
| B. Mihajlović  | 13         | 204        | 180        | 11         | 13         | -                | -                | -                | -                | -                | 4                | 57               | 49               | 4                | 4                | 17     | 261    | 229    | 15     | 17     |
| K. Robinson    | 17         | 171        | 147        | 6          | 18         | -                | -                | -                | -                | -                | 6                | 82               | 68               | 10               | 4                | 23     | 253    | 215    | 16     | 22     |
| A. Sarıoğlu    | 20         | 0          | 0          | 0          | 0          | -                | -                | -                | -                | -                | 23               | 0                | 0                | 0                | 0                | 23     | 0      | 0      | 0      | 0      |
| L. Şengün      | 0          | 0          | 0          | 0          | 0          | -                | -                | -                | -                | -                | -                | -                | -                | -                | -                | 0      | 0      | 0      | 0      | 0      |
| J. Thompson    | 10         | 130        | 116        | 5          | 9          | -                | -                | -                | -                | -                | 2                | 34               | 33               | 0                | 1                | 12     | 164    | 149    | 5      | 10     |
| B. Toksoy      | 20         | 101        | 52         | 27         | 22         | -                | -                | -                | -                | -                | 6                | 41               | 25               | 11               | 5                | 26     | 142    | 77     | 38     | 27     |
| M. Vargas      | 14         | 214        | 171        | 4          | 39         | -                | -                | -                | -                | -                | 3                | 56               | 50               | 2                | 4                | 17     | 270    | 221    | 6      | 43     |
| F. Yıldırım    | 18         | 70         | 49         | 10         | 11         | -                | -                | -                | -                | -                | 4                | 18               | 18               | 0                | 0                | 22     | 88     | 67     | 10     | 11     |
| M. Yılmaz      | 16         | 0          | 0          | 0          | 0          | -                | -                | -                | -                | -                | 6                | 0                | 0                | 0                | 0                | 22     | 0      | 0      | 0      | 0      |

P = presenze; PT = punti totali; AV = attacchi vincenti; MV = muri vincenti; BV = battute vincenti